# Koolhoven F.K.54

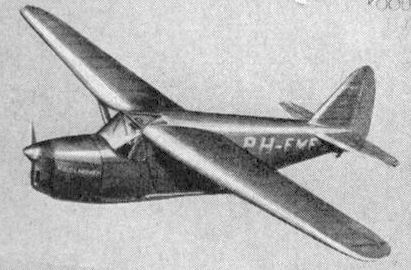
Koolhoven F.K.54 - L'Aerophile (1938)

De Koolhoven F.K.54 was een eenmotorige hoogdekker sportvliegtuig voor drie personen. Het was het eerste ontwerp van Koolhoven met een intrekbaar landingsgestel.
Het onderstel was hydraulisch intrekbaar met scharnierende deuren onder aan de romp. De twee wielen konden achterwaarts ingetrokken worden onder de passagiersstoelen.
De F.K 54 was gebouwd voor Mr. C.E. van 't Groenewout (R.H.O., R.O.N.), directeur van N.V. Kühn en Zoon's Lithografie- en Handelsdrukkerij en later waarnemend directeur van vliegtuigfabriek Koolhoven. De registratie PH-APR is gedateerd op januari 1937, maar het toestel vloog pas in het najaar van 1938. Oorzaak van de vertraging was dat Koolhoven zich steeds meer ging concentreren op militaire vliegtuigen. Door onopgeloste problemen met het landingsgestel is het vliegtuig nooit opgeleverd. Het toestel is verloren gegaan bij de bombardementen op vliegveld Waalhaven in mei 1940.

## Specificaties
- Type: Koolhoven F.K.54

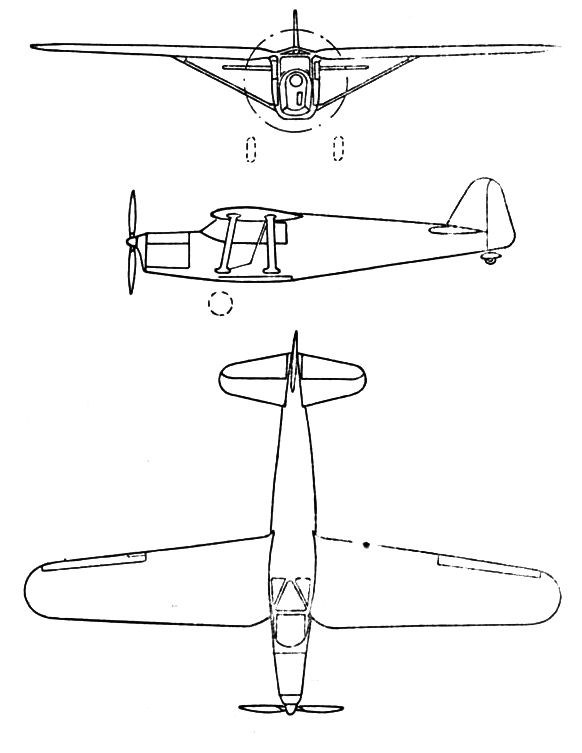
Koolhoven FK.54 ontwerptekening

- Fabriek: Vliegtuigenfabriek Koolhoven
- Rol: Zakenvliegtuig en sportvliegtuig
- Bemanning: 1
- Passagiers: 2
- Lengte: 7,70 m
- Spanwijdte: 11,00 m
- Maximum gewicht: 1060 kg
- Motor: 1 × de Havilland Gipsy Major luchtgekoelde viercilinder lijnmotor, 140 pk
- Propeller: Tweeblads
- Eerste vlucht: 1938
- Aantal gebouwd: 1 (niet afgeleverd)

Prestaties
- Maximumsnelheid: 250 km/u

Bijzonderheden
- Eerste ontwerp van Koolhoven met intrekbaar landingsgestel